# 富岡市立富岡小学校
富岡市立富岡小学校（とみおかしりつ とみおかしょうがっこう）は、群馬県富岡市にある市立小学校。

## 沿革
- 1873年 - 上町龍光寺本堂を仮教場として、北甘楽郡第一学区公立富岡小学校を設立開校。
- 1879年 - 諏訪神社裏に洋風の新築校舎落成し移転。
- 1885年 - 群馬県第65学区北甘楽郡第一小学校と改称。
- 1907年 - 富岡尋常小学校を設置し、高等科併設により校名を富岡尋常高等小学校と改める。
- 1909年 - 現在地に校舎を新築し、移転。
- 1911年 - 富岡実業補習学校を併設開校
- 1924年 - 女子実業補習学校を併設開校
- 1941年 - 富岡町富岡国民学校と改称。
- 1947年 - 北甘楽郡富岡町立富岡小学校となる。
- 1954年 - 市制施行に伴い、富岡市立富岡小学校となる。
- 1957年 - 富岡市立西小学校を分離

## 通学区域
- 第7区、中央区、第10区、第11区、第12区、城町区、仲町区、第17区、第18区、第19区、第20区、曽木区、田篠区、君川区、星田区、第25区（別保組）[1]

## 進学先中学校
- 富岡市立東中学校

## 交通アクセス
- 上信電鉄上信線 上州富岡駅より徒歩4分

## 著名な出身者
- 吉野秀雄（歌人、書家）

## 文化財
富岡市講堂
小学校敷地西側にある講堂。1933年（昭和8年）、富岡尋常高等小学校講堂として新設された。木造平屋建で、屋根は半切妻造・桟瓦葺きである。「国土の歴史的景観に寄与しているもの」として、2011年（平成23年）1月26日付で登録有形文化財（建造物）に登録された。
耐震診断の結果、「震度5以上の地震に対して倒壊のおそれがある」ことから、富岡市は講堂の使用を中止している。